# Clifford Shull
Clifford Glenwood Shull (23 septembre 1915 à Pittsburgh, États-Unis – 31 mars 2001) était un physicien américain. Il est colauréat du prix Nobel de physique 1994.

## Biographie
C'est au lycée à la Schenley High School que s'éveilla son intérêt pour la physique, grâce à son professeur, Paul Dysart. Il entre ensuite, en 1933, au Carnegie Institute of Technology (aujourd'hui université Carnegie-Mellon), où il obtient son diplôme en 1937. Il étudie ensuite à la New York University, dans le département de physique, où il obtient son PhD en juin 1941.
En 1994, il partage avec Bertram Brockhouse le prix Nobel de physique « pour des contributions pionnières aux techniques de diffusion des neutrons servant à l'étude de la matière condensée [...] pour le développement de la technique de diffraction de neutrons ».
Son épouse Martha est décédée 4 jours après lui le 4 avril 2001.